# Onciale 094
- Papyrus
- Onciale
- Minuscules
- Lectionnaire

Le Codex 094, portant le numéro de référence 094 (Gregory-Aland), ε 016 (von Soden), est un manuscrit sur parchemin écrit en écriture grecque onciale.

## Description
Le codex se compose d'un folio. Il est écrit en deux colonnes, de 20 lignes par colonne. Les dimensions du manuscrit sont 30 x 24 cm. Les paléographes datent ce manuscrit du VIe siècle. C'est un palimpseste, le texte supérieur contenant Menaion en grec. 
C'est un manuscrit contenant le texte incomplet de l'Évangile selon Matthieu (24,9-21). 
Le texte du codex représenté type alexandrin. Kurt Aland le classe en Catégorie II.
Le manuscrit a été découvert en Saloniki en 1890.
Il est actuellement conservé à la Bibliothèque nationale de Grèce (Gr. 2106), à Athènes,.